# Santa Lucia sopra Contesse
Santa Lucia sopra Contesse  è una frazione collinare della II circoscrizione del comune di Messina, posta circa 8 km a Sud dal centro cittadino, nella vallata del torrente San Filippo.
 Villaggio agricolo fino al 1977, quando fu scelto come sito per la costruzione di alloggi di edilizia popolari e agevolata, facendo sì che nel giro di pochi anni la sua popolazione sia più che decuplicata. 

## Origini del nome
Il suo nome deriva da Santa Lucia, patrona del villaggio, mentre "sopra Contesse" è una vecchia indicazione geografica, volendo significare che era un villaggio che si poneva sopra l'abitato di Contesse. 

## Monumenti e luoghi d'interesse
Chiesa di Santa Lucia, distrutta dal sisma del 1908 e ricostruita nel 1930.

## Cultura

### Scuole
- Scuole elementari
- Scuola media "Santa Lucia sopra Contesse"

### Ricerca
Presso la frazione si trova l'Istituto di Tecnologie Avanzate per l’Energia “Nicola Giordano” (ITAE), che fa parte del Consiglio Nazionale delle Ricerche. La sua attività esplica nelle ricerche nel campo energetico, con particolare riguardo all'efficienza tecnologica e alla riduzione dell'impatto ambientale, nell'ambito dei programmi di ricerca nazionali ed europei, avvalendosi di finanziamenti pubblici e privati.

## Infrastrutture e trasporti
Il villaggio è raggiungibile percorrendo la Strada provinciale n° 41 che dal bivio Santa Lucia sulla Strada statale 114 Orientale Sicula porta in paese, proseguendo per San Filippo Inferiore.
L'apertura dello svincolo di San Filippo dell'Autostrada Messina-Catania ha facilitato gli spostamenti da e verso il centro della città e verso la zona Sud del comune.
Il paese è collegato col centro cittadino dalla linea ATM n° 8 (Piazza Dante-S.Lucia sopra Contesse).